# Wiąg
Wiąg (niem. Jungen) – wieś kociewska w Polsce położona w województwie kujawsko-pomorskim, w powiecie świeckim, w gminie Świecie na terenie Parku Krajobrazowego Doliny Dolnej Wisły i na trasie drogi krajowej nr 91.

## Podział administracyjny i demografia
W latach 1975–1998 miejscowość administracyjnie należała do województwa bydgoskiego. Według Narodowego Spisu Powszechnego (III 2011 r.) liczyła 640 mieszkańców. Jest czwartą co do wielkości miejscowością gminy Świecie.

## Historia
Wioska zamieszkiwana niegdyś przez niemieckich kolonistów. Znajduje się tu stara szkoła mająca ponad 100 lat (obecnie budynek mieszkalny). Pierwsza wzmianka o miejscowości pochodzi z 1338 roku i znajduje się w akcie nadania praw miejskich Świeciu. Od 1635 roku wieś wraz z przyległym sołectwem należała do Wincentego Piaseckiego z nadania przez króla Władysława IV za jego zasługi dla wojska koronnego.
W Wiągu urodził się niemiecki poeta ekspresjonizmu Oskar Loerke.
Do 1936 kierownikiem szkoły był Władysław Bieliński, w 1939 aresztowany i więziony w koszarach artyleryjskich. Jego zdjęcia z Doliny Śmierci przed rozstrzelaniem w dniu 1 listopada 1939 należą do najczęściej publikowanych świadectw zbrodni.